# Драгобрат (курорт)
Драгобрат — найвищий гірськолижний курорт в Українських Карпатах, який знаходиться в гірському масиві Свидовець на території Закарпатської області, розташований на абсолютних висотах 1300—1700 м над рівнем моря.
Курорт знаходиться на відстані 9 км від смт. Ясіня (Рахівський район, Закарпатська область) та автомагістралі Ужгород—Івано-Франківськ. До обласного центру (м. Ужгород) — 240 км, до аеропорту Івано-Франківськ — 125 км, до залізничної станції — 12 км. Через особливості розташування, гірськолижний сезон тут триває до середини травня.

## Географічні особливості
Драгобрат розмістився серед хвойних лісів, поблизу підніжжя гори Стіг (1707 м). Поруч розташовані гори Жандарми (1800 м) і Близниця (1883 м), з яких видно найвищу точку Українських Карпат — гору Говерлу (2061 м).
Підковоподібне розташування гір створює передумови для наявності стабільного снігового покриву з листопада по травень.
Неподалік від Драгобрата міститься інший великий гірськолижний курорт — Буковель.

## Популярні природні об'єкти
Біля гори Догяска розташований Драгобратський водоспад, заввишки 7 метрів. Над водоспадом знаходиться озеро Герашаська. Загалом, уздовж Свидовецького хребта, під яким і розміщується курорт «Драгобрат», можна знайти немало високогірних озер. Окрім Герашаськи, також можна зайти на озера Ворожеська, Апшинець, Івор (Драгобратське озеро).

## Історія

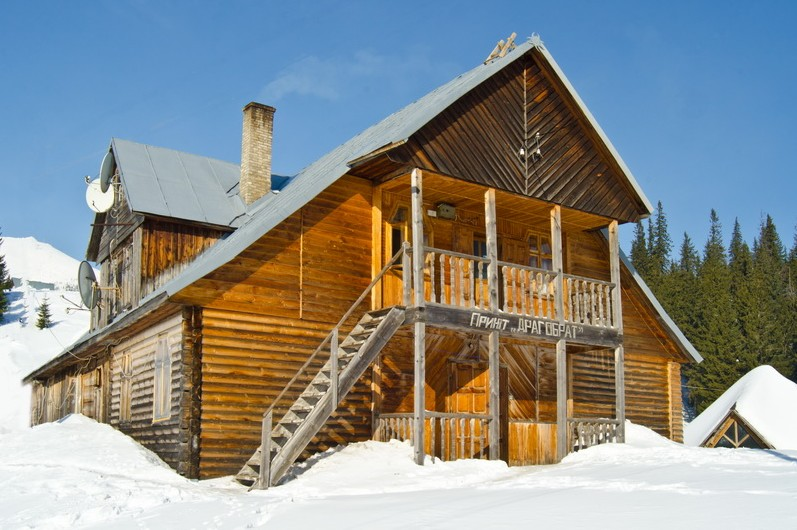
Перша рекреаційна споруда на Драгобраті

Перша рекреаційна споруда на полонині Драгобрат була збудована у 1956 році. Це — притулок «Драгобрат» від турбази «Едельвейс», що розташована в смт Ясіня. Будівля стоїть донині.
У радянські часи через Свидовець проходили туристичні маршрути з Чорногірського хребта у напрямку до озера Синевир. У притулку часто зупинялися туристи. До 80-х років минулого століття на Драгобрат самотужки піднімалися ентузіасти — любителі гірських лиж, члени спортивних клубів зі Львова, Києва, з власними саморобними переносними витягами. Наприкінці 80-х років, на території між Малою та Великою Близницями влітку (червень, липень) проводили спортивні збори слаломісти-збірники України. Закидка переносного обладнання та частини спорядження здійснювалася гелікоптером.
У 1980 році МДУ ім. Ломоносова споруджує лавинну лабораторію біля підніжжя гори Стіг. Одночасно встановлюючи там бугельний витяг ВЛ-1000 (довжиною 1000 м, на дизельгенераторі). Двоповерхова споруда була облаштована так, що могла приймати на ночівлю невелику групу людей. Приїжджали вченні з МДУ та московські чиновники відпочити, подихати гірським повітрям та покататися на лижах. Цей витяг згодом перенесли трохи лівіше, на цьому місці він працює і досі.
У 1991 році лавинна лабораторія була зруйнована внаслідок пожежі. На її місці тепер розміщені нові комерційні споруди гірськолижного комплексу «Драгобрат». Після розпаду Радянського Союзу залишки згаданого господарства перейшли у комунальну власність і вже у 1993 році були придбані колишніми спортсменами-гірськолижниками, підприємцями з Полтави.
У 1994 році Журавльов О. О. та Дзвонарь Ю. Ю. отримали від Рахівської районної ради дачні ділянки та дозвіл на будівництво будинків. У 1996—1997 роках почали приймати перших туристів.

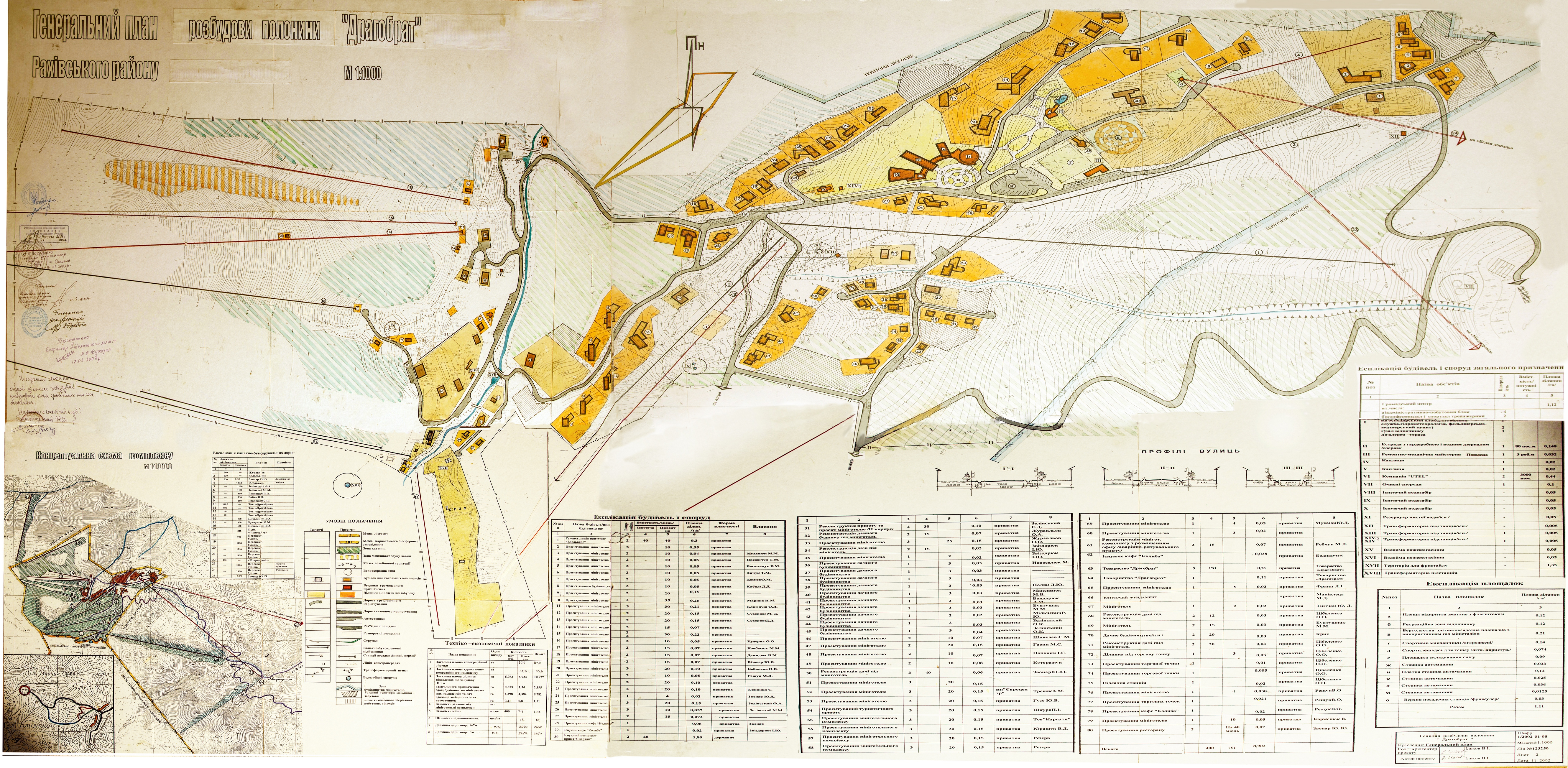
Генплан розбудови Драгобрату

У 2002 році була зареєстрована ГО «Драгобрат-Тур», яка взяла на себе розробку генерального плану розбудови полонини Драгобрат. У 2003 році генплан було затверджено Рахівською районною та Закарпатською обласною державними адміністраціями.
У 2019 році підприємці, власники та представники туристичних об'єктів, які працюють на гірськолижному курорті Драгобрат, створили громадську організацію «Спілка підприємців курорту Драгобрат». Мета об'єднання — розвиток курорту, спільне й ефективне вирішення господарських питань, популяризація відпочинку на Драгобраті та Свидовці. Серед основних завдань громадської організації — рухатись в напрямку екологічності та дружнього співжиття з природою. Головою новоствореної Спілки став Юрій Сікун, власник готелю «Пік».

## Гірськолижні витяги

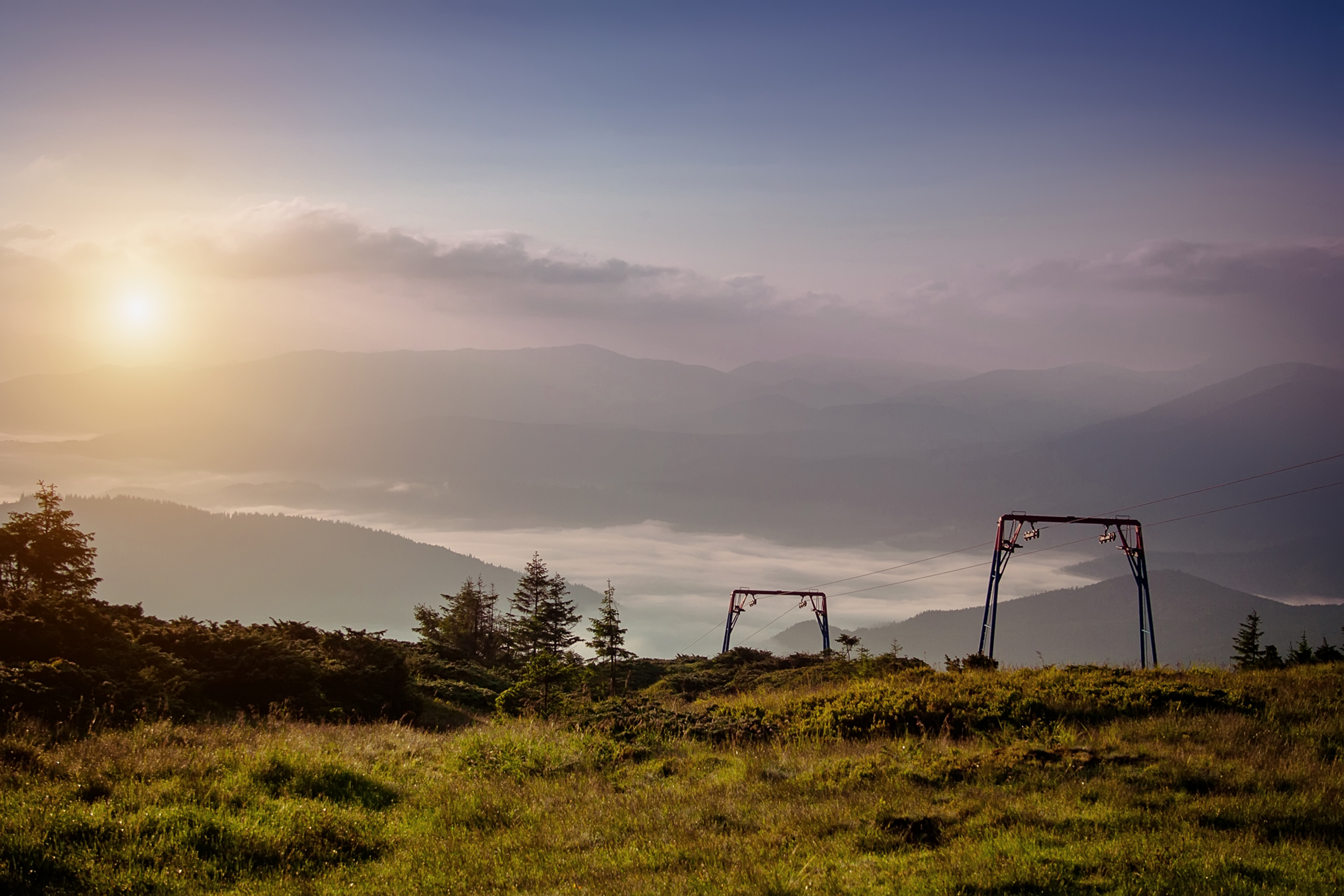
Витяг на хребет

Основні підйомники Драгобрата розташовані на схилах гори Стіг:
- «Вершина Карпат» — крісельний, 1250 м, ратрак.
- «Карпатська чайка» — крісельний, 1500 м, ратрак.
- «Вершина Карпат» — бугельний, 800 м, ратрак.
- «Драгобрат — 1» — бугельний, 1000 м, ратрак.
- «Драгобрат — 2» — бугельний, 800 м.ратрак.
- «Оаза» — бугельний, 800 м.ратрак.

Також тут знаходяться трампліни для фрістайлу міжнародного класу.

## Траси

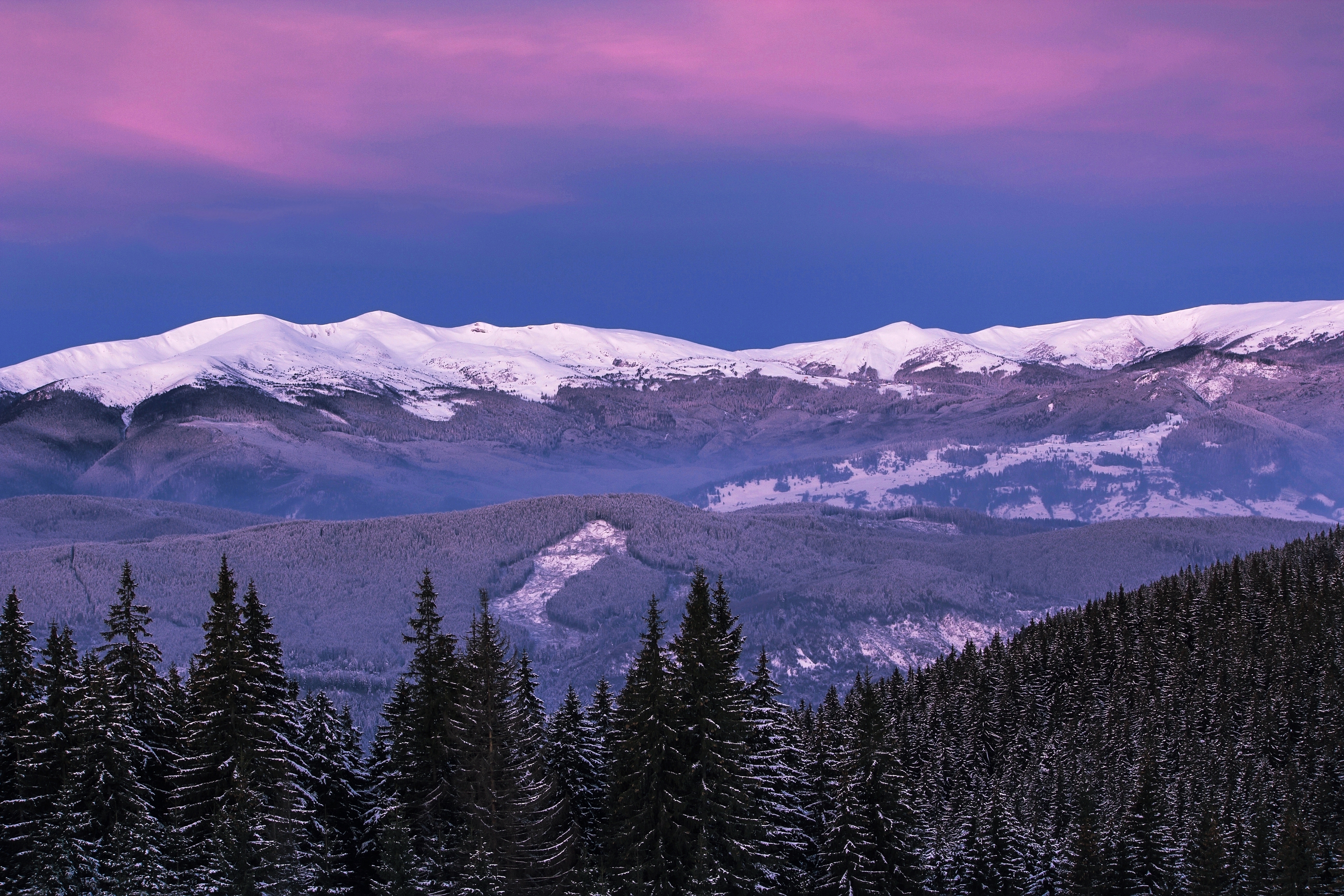
Свидовець (рання зима)

Амплітуда висот на Драгобраті становить близько 500 м. Загальна протяжність трас на Драгобраті складає до 10 км, довжина трас — від 300 метрів до 2 кілометрів. В разі необхідності, на ратраці можна виїхати ще вище, подовживши таким чином спуск з 2 до 3 км.
Ратраками можна потрапити на самісінькі вершини гір Близниця, Перший Жандарм та Стіг, звідти донизу йдуть, щонайменше, 5 чорних трас.
Трас для масового катання теж 5, ще 4 траси підійдуть досвідченим лижникам та бордистам. Траси: синя — 1, чорні — 3, червоні — 5.

## Фрірайд
Ратраками, чи так званими снігоущільнюючими машинами, вас можуть завезти на вершини, недосупні з верхніх станцій підйомників. Це і гора Жандарми (1 763 м), Близниці (1 883 м), Стіг (1 704 м) та інші локації з найкращим снігом цього регіону.
Фрірайд лижі, сноуборди та скітурне спорядження доступне у пунктах прокату — там вам допоможуть обрати все необхідне, щоб почувати себе впевнено та безпечно. 